# Georg Schmitt (Politiker, 1872)
Georg Franz Schmitt (* 6. Mai 1872 in Nordheim (Biblis); † 16. Juni 1940 in Breithardt) war ein deutscher Bäckermeister und Mitglied des Provinziallandtages der Provinz Hessen-Nassau.

## Leben
Georg Schmitt wurde als Sohn des Sebastian Schmitt (* 1843) und dessen Ehefrau Martha Sauer (* 1841) geboren.
Nach seiner Schulausbildung absolvierte er eine Bäckerlehre und kam während der Gesellen- und Wanderjahre nach Breithardt, wo er eine Bäckerei erwarb. Er betätigte sich politisch, trat 1900 in die SPD ein und engagierte sich als Handwerksfunktionär im örtlichen Gewerbeverein.
Von 1926 bis 1933 hatte er ein Mandat für den Nassauischen Kommunallandtag des preußischen Regierungsbezirks Wiesbaden bzw. für den Provinziallandtag der Provinz Hessen-Nassau, wo er Mitglied des Bauausschusses war. 1929 war er stellvertretendes Mitglied des Landesausschusses sowie des Provinzialausschusses (1930/1931).
Nach der Machtübernahme durch die Nationalsozialisten im Jahre 1933 verlor er sämtliche öffentlichen Ämter.